# Кораблин, Тимур Михайлович
Тиму́р Миха́йлович Кора́блин (укр. Тимур Михайлович Кораблін; род. 2 января 2002, Запорожье) — украинский футболист, полузащитник луганской «Зари».

## Биография
Родился в Запорожье. Является воспитанником местного «Металлурга».
В 2022 году присоединился к «Кривбассу». Свой первый матч за новую команду провёл против «Колосса» (1:0). Дебютный гол в украинской Премьер-лиге забил 29 мая 2023, в победном (0:2) матче против «Металлиста 1925».
Летом 2023 года присоединился к «Минаю» за 60 тысяч евро. За новый клуб дебютировал 13 августа 2023 года в ничейном (1:1) матче против «Днепра-1», выйдя на замену на 86 минуте.